# Karlsburg (Winnemark)
Karlsburg ist eine Siedlung und amtlich Teil der Gemeinde Winnemark im Amt Schwansen auf der gleichnamigen Halbinsel Schwansen in Schleswig-Holstein am westlichen Ufer der Schlei südlich der Stadt Kappeln zwischen den Dörfern Karby im Nordosten und Winnemark im Westen. Das heutige Karlsburg wurde urkundlich bereits 1335 als Gereby erwähnt. Die Ansiedlung wurde 1807 – auch im Zuge des Abschaffung der dort geltenden Leibeigenschaft – zu Ehren des Landgrafen Carl von Hessen in Carlsburg umbenannt. Zur Siedlung Karlsburg gehört eine die Geschichte der Ortschaft prägende Gutshofanlage, auf dem sich zudem das Kulturdenkmal Herrenhaus Carlsburg befindet.

## Die Ursprünge
Während der Name Carlsburg gut 150 Jahre alt ist, wird der Ort als Gereby schon im Jahre 1335 urkundlich erwähnt (in Gherebu 1462). Das Appellativum -by (historisch teilweise auch -bu oder -buy) steht im Dänischen für Stadt bzw. Ort (etymologisch verwandt mit „bauen“), während Geri ein verbreiteter nordischer Vorname war. Gereby heißt also etwa „Garrys Dorf“.
Da Ortsnamen mit der Endsilbe -by in Südschleswig, Dänemark, Schweden sowie England in großer Zahl zu finden sind, glaubte man, dass diese Siedlungen im Schleigebiet zur Zeit der Wikinger zwischen 850 und 900 entstanden sind, als diese den Stadtstaat Haithabu erobert hatten. Als wichtiger Umschlaghafen spielte Haithabu (Haddeby) eine ähnliche Rolle wie heutzutage Hamburg. Man nahm an, dass der Zugang zu diesem fast am Ende der Schlei (gegenüber dem heutigen Schleswig) gelegenen Handelsplatz durch Siedlungen links und rechts der Schlei militärisch gesichert wurde. Außerdem dienten diese Siedlungen womöglich auch der Versorgung jener Metropole. Nach der Zerstörung Haithabus um etwa 1000 n. Chr. nimmt man an, dass sich die ursprünglich abhängigen Siedlungen zu selbständigen Bauerndörfern entwickelten. Neuerdings bezweifeln einige Wissenschaftler diese Theorie über den Ursprung der by-Dörfer im Schleigebiet, ohne dass sich bislang eine alternative Theorie durchsetzen konnte.

## Das Mittelalter

### Die Christianisierung
Genaue Nachrichten über die Landschaft Schwansen aus der Zeit, als Schleswig und Holstein nachgerade missioniert wurden, sind selten. Wir wissen lediglich, dass wahrscheinlich schon im 11. Jahrhundert im heutigen Kappeln eine Kapelle gestanden hat, die der späteren Stadt den Namen gab. Außerdem existierte um 1230 eine Burg Slaemynne (Schleimünde), deren Mauerreste vor 150 Jahren noch mehrere Fuß hoch standen, heute aber völlig versandet sind. Auch zwei benachbarte Fischerdörfer sind spurlos verschwunden. Ganz in der Nähe fand man 1802 bei einem ungewöhnlich niedrigen Wasserstand viele Särge mit Knochenresten sowie die Grundmauern einer Kirche. Diese Kirche diente damals wahrscheinlich dem ganzen nördlichen Schwansen, denn in Höxmark (Gemeinde Brodersby) soll es früher einen Kirchensteig gegeben haben, der in Richtung Schleimünde führte.
Ein großer Teil Nordschwansens, darunter auch Gereby, war Eigentum des Bischofs von Schleswig bzw. des Domkapitels. Ein Wendepunkt in der Geschichte Schwansens vollzog sich 1260, als der Sohn Herzogs Abel von Schleswig, des späteren dänischen Königs, auf einem Feldzug gefangen genommen wurde. Seine Mutter drang darauf, ein Lösegeld zu bieten. Dies beschaffte sich Abel, indem er das Land zwischen Eider und Schlei (Fræzlæt, etwa der spätere Landkreis Eckernförde) an die Grafen von Holstein, die beiden Brüder seiner Frau, verpfändete, in deren Besitz es 1288 endgültig überging. Damit begann die Einwanderung sächsischer Ritter und Bauern aus Holstein. Mindestens in dieser Zeit wurden in Schwansen jahrhundertelang zwei Sprachen nebeneinander gesprochen; noch 1780 berichtet der Karbyer Pastor Leifhold, dass neben dem deutschen Platt besonders in den Schleidörfern ein „verdorbenes anglisches Dänisch“ gesprochen wird.
In den Jahren 1410 bis 1435 kämpften die Dänen gegen die Holstengrafen um die Schleigrenze mit wechselndem Glück; letztere riefen die „Likedeeler“ zu Hilfe, eine mächtige abenteuerliche Seeräubergesellschaft mit kommunistischen Satzungen. Damals wurde die alte Schleimündung, die nördlich der heutigen Lotseninsel lag, durch mehrere versenkte Schiffe versperrt, wodurch die Schifffahrt jahrhundertelang gestört war.

## Vom Dorf zum Gut

### Der Kirche Unterthan
In den Jahren 1520 bis 1540 breitete sich die Lehre Luthers, vom Landesherrn eifrig unterstützt, im Lande aus. Offiziell wurde die Reformation am 9. März 1542 auf dem Landtag zu Rendsburg eingeführt. Aber schon 1533 war der Bischofszehnte, eine Art Steuer, abgeschafft worden; dadurch war das Bistum in arge Schulden geraten, die der letzte katholische Bischof von Schleswig, Gottschalk von Ahlefeldt, 1537 durch den Verkauf der Dörfer Hüxmark, Nübbel und Brodersby zu tilgen suchte. 1539 verkaufte er außerdem noch das Stiftsgut Stubbe bei Rieseby sowie die Güter in „den Dorpen Windemark, Gereby myth der Mole, Kopperbu unde Kerkebu, alles im Kerspelle tho Swantzen? Myth allen ackeren, Wysken, weyden, Holtenn, und Mast gelth, Bröcke, Buschen, Mörenn, waterenn, tholaten und aflaten, Vyscherye myth allen renten, pachten, beden, denste, denstgelde Jacht Jachtgelde, ock allenn Herlichheydenn und Fryheyden.“

### In adliger Hand
Durch diesen Verkauf kam Gereby in den Besitz von Cay von Rantzau zu Klethkamp und wurde in ein adliges Gut in der Hand eines Ritters umgewandelt. Der Ritter hatte damals erhebliche Pflichten: Als Verwaltungsbeamter war er für die Abführungen der Steuern an den Landesherrn verantwortlich, er war gleichzeitig Polizei- und Gerichtsherr und musste in Kriegszeiten den Heerbann seines Bezirkes dem Landesherrn zuführen. Wenn in Kriegs- oder Pestzeiten eine Bauernfamilie ausstarb, mussten die Steuern für diesen Hof trotzdem bezahlt werden; der Ritter musste als dafür sorgen, dass das Land weiter bestellt wurde. Meist wurde diese „wüste Hufe“ dem Rittergut zugeschlagen. Auch durch Kauf oder Tausch konnte der Ritter sein Hofland vergrößern: das Gerebyer Hofland wuchs zum Beispiel in den Jahren 1598 bis 1727 von 10 auf 34 Hufen an, während die Zahl der freien Hufen in diesem Gebiet gleichzeitig von 31 auf 12 zurückging. Um seine schwierigen Aufgaben erfüllen zu können, war der Ritter mit sehr weit gehenden Vollmachten ausgestattet. Seine „Untergehörigen“ durften ihren Arbeitsplatz nicht wechseln, die meisten von ihnen waren Leibeigene, nur in Karby gab es einige wenige Freie, meist Handwerker oder Gewerbetreibende.

### Leben als Leibeigene
Die Leibeigenen hatten ein schweres Leben. Mit 6 Jahren fing der Dienst als „Gänsejunge“ an, später wurde der Leibeigene „Schafjunge“, wofür er etwas Leinwand zur Kleidung und freie Kost erhielt. Schon mit 12 Jahren musste er als „Kleinjunge“ auf dem Acker arbeiten, wofür er 4 bis 5 Mark im Jahr erhielt. Mit 15 Jahren wurde er „Großjunge“ und erhielt 8 Mark im Jahr. Später als Knecht oder Großknecht konnte er nur heiraten, wenn der Gutsherr die Erlaubnis dafür gab. Wenn er sich sehr gut bewährte und Glück hatte, wies ihm der Gutsherr einen Wurtsitz (Katenstelle), eine Viertel-, Halb- oder Vollhufe zu. Aber auch der Hufner war nicht freier Besitzer oder Pächter, sondern nur Verwalter oder Nutznießer der Stelle. Er musste täglich mit mehreren Pferden und Knechten, zuweilen auch mit Frauen und Mägden dem Gutshof zur Verfügung stehen und fand oft nur sonntags oder nachts Zeit, seine ihm zugewiesene Hufe zu bestellen. Meist ging die Hufe auf den Sohn über, aber der Gutsherr hatte auch das Recht, den Hufner abzusetzen. Trat im Gutshof ein Besitzerwechsel ein, so wurden die Leibeigenen wie lebendes Inventar an den neuen Herrn weitergegeben.
Durfte der Leibeigene seine Herrschaft nicht verlassen, so musste die Herrschaft andererseits zeitlebens auch bei Krankheit und Siechtum und im Alter für ihn sorgen. Wollte ein Freier eine Leibeigene heiraten, so musste er sich selbst in die Leibeigenschaft begeben. Manche taten dies freiwillig, weil sie sonst keine Möglichkeit hatten, eine Familie zu ernähren. Wer aus der Leibeigenschaft zu fliehen versuchte und ergriffen wurde, bekam ein entstellendes Brandmal auf Stirn oder Wange und wurde in späteren Zeiten auch ins Zuchthaus (in Glückstadt) gesteckt.
Die Leibeigenschaft konnte beendet werden durch Loskauf, wozu freilich kaum jemand das nötige Geld besaß, oder durch einen Freibrief der Herrschaft. Schließlich konnte man auch durch Verjährung die Freiheit erlangen, wenn man geflohen war und nicht in einer bestimmten Frist (bei Verheirateten 10 Jahre, bei Ledigen 31 Jahre, 6 Monate und 3 Tage) entdeckt wurde. Das Wohl und Wehe der Leibeigenen hing, wie wir sehen werden, weitgehend vom Wohlwollen des Gutsherrn ab.
Cay von Rantzau, der Gereby 1539 gekauft hatte, fiel im lübischen Krieg, und das Gut wurde seinen Söhnen Moritz und Detlev von König Friedrich II. von Dänemark als Lehen gegeben. Moritz war mit Barbara Sehestedt verheiratet; er zeichnete sich in mehreren Kriegen aus und war Herzog Adolfs Ratgeber und Amtmann zu Gottorf und Reinbek. Nachdem er 1572 in Lübeck gestorben war, besaß sein Bruder Detlev das Gut allein, bis er es 1586 an Johann von Ahlefeld zu Stubbe verkaufte. Dieser besaß neben Gereby u. a. auch Klethkamp und die Burg Itzehoe und war Amtmann von Oldenburg-Cismar und ebenfalls Ratgeber Herzog Adolfs.
Johann von Ahlefeld hatte keine männlichen Erben, da sein Sohn Kai 1590 als Student in Straßburg gestorben war. Seine Güter fielen an seine Tochter Ida, die mit Detlev von Brockdorf verheiratet war, und schließlich an deren Kinder. 1598 erwarb Gottschalk („Gosche“) von Rathlow, Sohn des Siewert von Rathlow zu Lensahn, das gesamte Gut; dieser Kaufvertrag wurde am 10. Februar 1598 von König Christian IV von Dänemark bestätigt. Im Jahre 1604 kaufte Gosche von Rathlow († 1636) dazu das Dorf Rinkenis, das bis dahin noch immer im Besitz des Schleswiger Domkapitels war. Es lag am Schleiufer, etwa zwischen Sundsacker und Kopperby, gegenüber Arnis, das damals noch immer eine öde, unbewohnte Insel war. Obwohl Rinkenis bald zu bestehen aufhörte, findet sich der Name noch auf wesentlich späteren Karten und Plänen, und noch heute trägt ein zu Charlottenhof gehörendes Grundstück den Flurnamen Rinkenis.

### Der Dreißigjährige Krieg
In den folgenden Jahrzehnten tobte in Deutschland der Dreißigjährige Krieg, der auch Schwansen und Gereby nicht verschonte. 1625 griff der Dänenkönig Christian IV. (Dänemark und Norwegen), der zugleich Herzog in Schleswig und Holstein war, zum Schutze der Evangelischen in den Krieg ein, wurde aber von den Kaiserlichen geschlagen, die das ganze Land bis zur Nordspitze Jütlands in Besitz nahmen. Wallensteins verwilderte Söldner plünderten das Land aus und nahmen den Bewohnern Geld, Getreide, Vieh, Geflügel und was sie sonst erhaschen konnten. In Missunde wurde die Fähre versenkt, manche Dörfer (zum Beispiel Loose) wurden von den Bewohnern völlig verlassen. Im benachbarten Ellenberg (gegenüber Kappeln) wurde 1628 ein Soldat in Notwehr von den Bewohnern erschlagen; der zuständige Oberwachtmeister, der in Olpenitz einquartiert war, ordnete daraufhin die Plünderung des gesamten Dorfes offiziell an.
Im Jahre 1636 starb Gosche von Rathlow, und das Gut ging an seinen Sohn Wulf Siewert († 1658) über, der in der Härte bei der Behandlung der Untergehörigen seinen Vater noch übertraf.
Im weiteren Verlauf des Dreißigjährigen Krieges war 1643 der Feldmarschall Torstenson mit seinen Schwedenscharen im Lande erschienen, und Raub und Plünderung begannen von neuem. Die Schweden scheuten auch vor Menschenraub nicht zurück. 1645 wurde zum Beispiel der Sohn des Vogtes von Ellenberg vom Felde entführt und mit Gewalt unter die Soldaten eingereiht. Am 5. April 1647 kam es in Eckernförde zu einem Gemetzel: dänische Schiffe waren im Hafen erschienen, und die in der Stadt befindlichen Kaiserlichen Reiter machten sich aus dem Staube, während sich die Fußsoldaten in der Kirche verschanzten. Als die Angreifer versuchten, die Kirchentüren einzuschlagen, wurden viele von ihnen durch ausgestreutes Pulver in die Luft gesprengt. Nach erbittertem Kampf blieben schließlich die Dänen Sieger und machten die ganze kaiserliche Besatzung nieder.
Im folgenden Jahr schloss Christian IV mit Wallenstein den Frieden zu Lübeck, aber die Leiden der Bevölkerung gingen weiter, da im gleichen Jahr eine Pestwelle allein in der Stadt Eckernförde 500 Menschenleben forderte. Noch mehr als im Dreißigjährigen Krieg (1618/48) litt das Land Schwansen im Ersten Nordischen Krieg, in den Kämpfen zwischen Schweden und Dänen 1658/60. Der Schwedenkönig griff die Dänen an, denen Österreicher, Brandenburger und Polen zu Hilfe kamen. Besonders letztere hausten barbarisch, aber auch die Schweden kannten keine Schonung. Was nicht geraubt wurde, wurde verbrannt. Wer konnte, ergriff die Flucht. Oft vollzog sich die Flucht der Bevölkerung so überstürzt, dass es zu Unfällen kam; so ertrank zum Beispiel der Prediger aus Sieseby bei der übereilten Flucht über die Schlei.
Auf dem Gut Gereby hatten die Schweden dem Junker von Rathlow Sattel und (vermutlich silberbeschlagenes) Zaumzeug gestohlen; anschließend kamen die Polen und nahmen ihm sein Petschaft (Siegel). Außerdem entführten sie ein Drittel von der 100 Stück zählenden Rinderherde und alle Wagen und Pfluggeräte.
Nach all diesen Ereignissen überrascht es nicht, dass das Gut Gereby stark verschuldet war, als Wulf Siewert von Rathlow am 14. September 1658 starb. Seine Witwe Bertha Katharina geb. von Rumohr konnte nicht einmal die Beerdigungskosten aufbringen, und erst im Jahre 1661 konnte die standesgemäße Beisetzung stattfinden, nachdem sie Schmuck in Eckernförde verkauft hatte. Von Wulf Siegfrieds Witwe und Miterben kaufte der Schwiegersohn Hans von Brömbsen das Gut Gereby am 14. Mai 1671 für 34.400 Reichsthaler. Im Jahr darauf wurden von den Kanzeln der Kirchen in Kiel, Rendsburg und Oldesloe alle Gläubiger der Rathlows aufgefordert, sich zu melden; vielleicht fürchtete der Käufer, dass Teile des Gutes verpfändet waren.
Nachdem Hans von Brömbsen 1677 gestorben war, führte zunächst seine Witwe Anna die Gerebyer Gutswirtschaft weiter, bis sie den Besitz am 10. März 1700 ihrem jüngsten Sohn Hans-Hinrich von Brömbsen für 60.000 Reichsthaler überließ. Hans-Hinrich von Brömbsen starb schon 1717 und hinterließ das Gut seinem Sohn Marquard. Die Zeiten hatten sich inzwischen wieder verschlechtert; zwei Kriege tobten fast gleichzeitig in Europa: der Große Nordische Krieg (1700–1721), der Schweden im Kampf gegen Russland, Sachsen-Polen und Dänemark, später auch gegen Preußen und Großbritannien-Hannover um seine Großmachtstellung brachte, und in anderen Gebieten der Spanische Erbfolgekrieg. Zwar blieb das Land von direkten Kriegshandlungen verschont, es gab aber kostspielige Einquartierungen aller Art, und vor allem lagen Handel und Verkehr so danieder, dass die Güter ihre Erzeugnisse (Butter, Käse, Schinken, Speck, Würste, auch Vieh) nicht verkaufen konnten. Durch das Überangebot im Lande fielen die Preise ins Bodenlose, während gleichzeitig die Steuern erheblich heraufgesetzt wurden. Die Folge war, dass eine ganze Reihe von Gütern in den Jahren 1717/23 in Konkurs ging, darunter auch Grünholz, Dörphof und Gereby.

### Konkurs

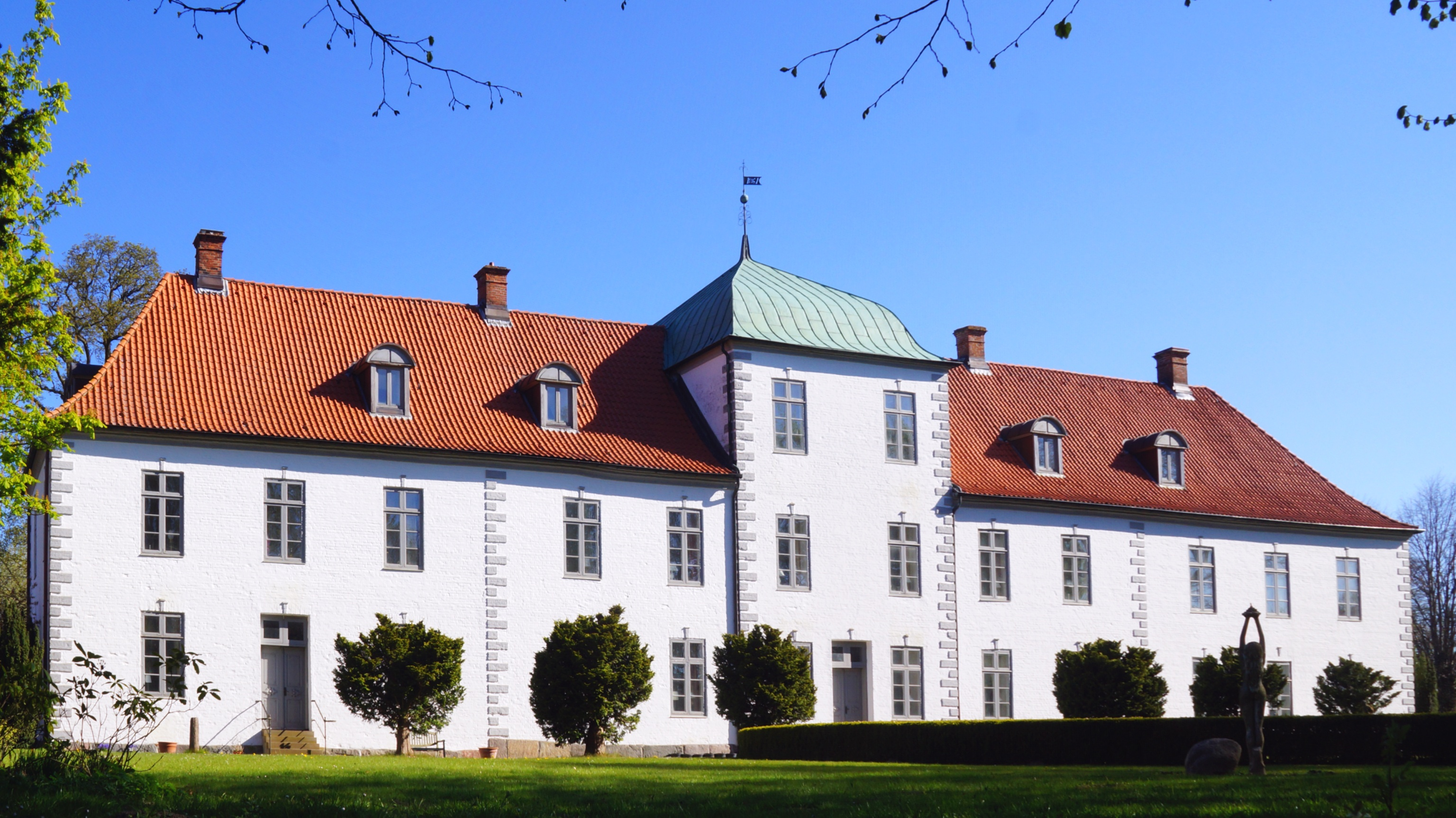
Südseite des sogen. Schlosses Carlsburg am Mühlenholzer Weg in Karlsburg

Ein wohlhabender Freund der Familie von Brömbsen, Johann Christoph von Hedemann, Vizepräsident am Appellationsgericht in Celle, kaufte das Gut Gereby aus diesem Konkurs. Dieser neue Besitzer ließ das heutige Schloss erbauen. Das um 1720 erbaute Gerebyer Schloss dürfte ursprünglich dem heutigen Aussehen sehr ähnlich gewesen sein. Der Bauherr hatte sich als Vorbild wahrscheinlich das zwar wesentlich größere, in seiner Vorderfront aber ganz ähnlich gegliederte Schloss Gottorf in Schleswig genommen.

### Eigentumswechsel
Schon kurz nach der Vollendung des Baues verkaufte Johann Christoph von Hedemann das Gut wieder an den Vorbesitzer Marquard von Brömbsen, der kurz davor sein Schwiegersohn geworden war. Es war dänischer Landrat und hatte in der Zwischenzeit auf seinem Gut in Hohenlieth (südöstl. von Eckernförde bei Altenhof) gewohnt, das er nun verpachtete. Jahrelang war er mit einem problematischen Prozess am Reichskammergericht in Wetzlar beschäftigt; in kirchlichen Kreisen wurde er als Dichter eines Chorals bekannt. Die Familie von Brömbsen, alte Lübecker Patrizier, gehörte nämlich zu den entschiedenen Anhängern des Pietismus, einer frommen Glaubensbewegung der damaligen Zeit. Daher sind auch die Brömbsens nicht so harte Herren gewesen wie ihre Vorgänger, die Rathlows. Beispielsweise ersieht man aus einer Urkunde, dass 1743 Hinrich Bruns aus Celle und Marie Ließchen Holländers aus Flensburg sich freiwillig in die Gerebyer Leibeigenschaft begaben, um heiraten zu können. Inzwischen waren die harten Zeiten des Dreißigjährigen Krieges ja auch längst vorüber. Auf geflüchtete Leibeigene wurde zwar noch immer Jagd gemacht, Strafen für die Wiederergriffenen scheinen aber nicht mehr üblich gewesen zu sein.
Marquard von Brömbsen legte im Jahre 1737 die lange Lindenallee an, die noch heute weithin sichtbar dem Carlsburger Gebiet das Gepräge gibt. Im darauffolgenden Jahr richtete er für die Güter Gereby und Loitmark eine gemeinsame Schule in Kopperby ein, nachdem er seit 1733 schon einen Schullehrer in Gereby selbst beschäftigt hatte.

### Rinderpest
Schwere Sorgen machte 1745 die Rinderpest, der auch Menschen, Schafe, Schweine und Katzen zum Opfer fielen.
Eine Tochter des Landrats von Brömbsen, Anna Sophie, heiratete am 1. April 1752 Johann Christoph Georg von Hedemann, der soeben das Gut Hemmelmark gekauft hatte. Der eben gegründeten Ehe setzte der Tod bald ein Ende: Anna Sophie brachte am 10. März 1754 ein Kind tot zur Welt und starb neun Tage später trotz bester mütterlicher Pflege im elterlichen Hause in Gereby. Der Landrath Marquard von Brömbsen folgte seiner 1756 verstorbenen Frau fünf Jahre später in das Grab. Erbe war der Sohn, der den gleichen Vornamen wie der Vater trug (Marquard von Brömbsen jr.) und ebenfalls dänischer Landrat war. Im Gegensatz zu den Vorbesitzern hat er das Gut nicht selbst bewirtschaftet; er verpachtete es vom 1. Mai 1764 bis zum 30. April 1780 an Bartram Friedrich Jansen aus Bienebek, anschließend an Nikolaus Jansen, vermutlich einen Sohn des ersten Pächters. Im Pachtvertrag wurde dem Pächter die Befehls- und Strafgewalt über die Leibeigenen übertragen. Aus dieser Zeit dürften wohl auch die beiden Flügelanbauten auf der Südseite des Schlosses stammen: der Anbau am Ostende nahm die Breite von drei Schloßfenstern ein und enthielt die Pächterwohnung, darunter einen Keller; asymmetrisch dazu ragte vor der heutigen Westtür ein schmalerer und doppelt so langer Flügel hervor, der den Wirtschaftshof nach Westen hin abschloss und Wagenremise, Pferdeställe, Badhaus usw. enthielt.
Sehr einschneidende Veränderungen traten ein, nachdem Landgraf Carl von Hessen das Gut Gereby am 5. November 1785 gekauft hatte. Prinz Carl war 1744 in Kassel geboren, später in Göttingen und Kopenhagen erzogen worden. Schon mit 22 Jahren war er General; 1766 heiratete er die jüngste Tochter des dänischen Königs Friedrich V., Prinzessin Louise. Drei Jahre später wurde er Statthalter des Königs, der zugleich auch Herzog von Schleswig war, im Schloss Gottorf. 1770 bekam Louise das Gut Tegelhof (Ziegelhof) geschenkt, das nach ihr in Louisenlund umbenannt wurde; dort ließ Carl das Schloss – zunächst nur einstöckig – erbauen; es ist also gut 50 Jahre jünger als das Carlsburger. Der Plan stammte vom Landbaumeister H. von Motz, einem engen Vertrauten des Landgrafen, der auch über das Gerebyer Herrenhaus ein Gutachten abgab, in dem er vorschlug, die verunstaltenden Flügelanbauten abzureißen; dieser Plan ist indessen erst viele Jahre später zur Ausführung gekommen.

## Vom Gut zum Dorf

### Aufhebung der Leibeigenschaft und Parzellierung
Carls wesentlichste Tat war die Aufhebung der Leibeigenschaft im Jahre 1790 (woran ein Gedenkstein in der Kirche noch heute erinnert) und die Parzellierung des großen Besitzes. In der Urkunde, die die Leibeigenschaft aufhebt, heißt es, „daß die sämtlichen leibeigenen Untergehörigen Höchstero Gutes Gerebuy, sie seyn Hufener, Käthener, Insten, oder wie sie sonst genannt werden, von der Leibeigenschaft und den damit verknüpften Diensten, Pflichten und Leistungen für sich und ihre Frauen, Kinder und Nachkommen, auf ewig befreit sein sollen.“ Damit war auf diesem Gebiet der Landgraf unter seinen Zeitgenossen führend und beispielgebend. Bis 1800 folgten diesem Beispiel neun Güter in Schwansen. Durch Landesgesetz wurde die Leibeigenschaft schließlich 1805 für ganz Schleswig und Holstein aufgehoben, womit die unwürdigen Menschenjagden ihr Ende fanden. Preußen folgte erst 1807, Süddeutschland 1817/18, die sächsische Oberlausitz gar erst 1832, während in Russland die Leibeigenschaft erst 1863 aufgehoben wurde.
Insgesamt wurden von den über 1200 ha, die das Gut Gereby umfasste, etwa 500 ha an die erwähnten 27 „Parzellisten“ verkauft, über 400 ha gingen an die 35 ehemaligen Leibeigenen in Erbpacht, das verbleibende Gutsland schließlich in Größe von 300 ha wurde weiter wie bisher an Nikolaus Jansen verpachtet, dem 1826 C. A. Jansen, wahrscheinlich dessen Sohn, folgte.

### Die Franzosenzeit
Als Napoleon begann, Europa nach und nach zu besetzen, waren die Dänen stets auf seiner Seite. Da sie eine überraschende Landung der Briten befürchteten, ordneten sie für Schwansen die Bildung einer Küstenmiliz an. Alle männlichen Einwohner zwischen 20 und 50 Jahren mussten daran teilnehmen und sich selbst bewaffnen mit „Heugabel, auf Stangen befestigten Sensen, Piken, Säbeln, Degen, Musketen, Gewehren oder anderen Waffen.“ Die Gemeinen waren an einer Kokarde aus weißem und blauem Band am Hut kenntlich, während die Unterführer und Befehlshaber einen dunkelblauen Rock mit gelben Knöpfen und weißem Kragen trugen; an letzterem waren je nach dem Rang silberne oder goldene Litzen. Ein regelmäßiger Wachdienst längs der Ostseeküste wurde aufgezogen und ein System von Alarmstangen mit daran befindlichen Teertonnen wurde aufgestellt; im Ernstfall, der jedoch nie eintrat, sollten die Teertonnen von den Posten entzündet werden, auf dieses Signal hin sollten die Kirchenglocken Sturm läuten und die Miliz alarmieren. – Außerdem war die Bevölkerung während der Jahre 1805/07 und 1812/14 wieder häufig mit Einquartierungen, Lebensmittellieferungen und Fuhrleistungen für die französische Armee geplagt.
Als nach der Völkerschlacht bei Leipzig Napoleons Stern zu sinken begann, wandten sich die verbündeten Deutschen, Russen und Schweden auch gegen Dänemark, das noch immer mit Napoleon im Bunde war. Der dänische König befahl am 21. Dezember 1813, alle Kassen, Geld und Geldeswert nach Middelfart (auf Fünen) in Sicherheit zu bringen. Am 1. Januar 1814 mussten die Schwansener Güter 100 zweispännige Wagen in Schleswig zur Verfügung stellen, um das „Victualien-Magazin“ (Verpflegungslager) der dänischen Armee nach Norden zu transportieren. Bald darauf hielten Napoleons Gegner ihren Einzug in Schwansen. Sofort musste wieder Brot, Fleisch, Salz, Branntwein, Hafer, Heu und Stroh an die Truppen geliefert werden, später auch Hemden, Leinwand, Kalb- und Schafsfelle, Stiefel, Hufeisen und sogar Pferde. Unangenehm für die Bevölkerung war die Einquartierung von schwedischen Husaren, besonders aber von Kosaken, die alles mitgehen ließen, was ihnen wertvoll erschien („Kosakenwinter“). Ähnlich wie allen anderen Gütern der Umgebung erwuchs damals in Gereby ein Schaden von über 800 Reichsthalern, der zu einem Drittel ersetzt wurde, nachdem der Friede wieder eingekehrt war.
Napoleons Niederlage und der dadurch verursachte dänische „Staatsbankrott“ brachte viele Güter in Schwierigkeiten; so gingen zum Beispiel Olpenitz, Schönhagen und Grünholz in Konkurs. Trotzdem setzte bald nach dem Kriege eine rege Bautätigkeit ein: Nachdem 1817/20 die Karbyer Kirche gründlich renovieren worden war, ließ der Landgraf das Gerebyer Schloss umbauen, wie es schon jahrelang geplant war. Die Ausschreibung erfolgte 1822, der Umbau begann dann wahrscheinlich im folgenden Jahr. Die beiden sich nach Süden hin erstreckenden Nebenflügel wurden abgerissen, die Treppe wurde völlig umgestaltet und an der Südseite wurden symmetrisch zu der schon vorhandenen Mitteltür noch zwei weitere Eingänge geschaffen. Schließlich wurde an der Nordseite der Balkon im zweiten Stock entfernt und derjenige im ersten Stock vergrößert, durch Säulen gestützt und mit einem schmiedeeisernen Ziergitter versehen, das den neuen Namen des Gutes zeigt: Carlsburg (die noch erhaltene Rechnung für das „Eisengeländer zum Althan auf Carlsburg“ stammt vom 28. März 1826 vom Schmiedemeister Friedrich Kock aus Cappeln). Ehe man die Flügelanbauten des Schlosses abriss, hatte man natürlich für den Pächter ein neues Wohnhaus errichtet. In den Pachtvertrag trat am 1. Mai 1826 Carl Adolph Jansen ein, der die Pacht bis 1874 innehatte.
Nach segensreichem Wirken starb Landgraf Carl von Hessen, nach dem der Resthof des alten Gereby den Namen Carlsburg erhalten hatte, im hohen Alter von 92 Jahren am 17. August 1836. Im Jahre 1809 hatte seine jüngste Tochter Louise den Prinzen Wilhelm von Schleswig-Holstein geheiratet, der 1825 den Titel „Herzog von Glücksburg“ bekam und der schon 1831 im Alter von 46 Jahren sterben sollte. So erbte dessen Sohn, Herzog Carl, im Alter von 23 Jahren nach dem Tode seines Großvaters, des Landgrafen, die Güter Carlsburg, Roest und Buckhagen.